# Послематчевые буллиты (хоккей на траве)
Серия послематчевых буллитов (англ. Penalty shoot-out, в русскоязычных официальных документах используется термин «послематчевые буллиты», также называются серией пенальти или серией послематчевых бросков) — это способ определения победителя матча, использующийся в хоккее на траве, когда основное время заканчивается с ничейным счётом, но по регламенту матча необходимо определить победителя.
В хоккее на траве в подобных ситуациях существует два метода: серия послематчевых штрафных бросков — аналогичная футбольной серии пенальти серия бросков с точки (в терминологии хоккея на траве — штрафной бросок, англ. Penalty shot, PS), состоящая из пяти попыток для каждой команды. С 2011 года серия послематчевых штрафных бросков не используется, вместо неё производится серия послематчевых буллитов. Этот метод также иногда называют серией пенальти, и он схож с буллитами в хоккее с шайбой. Игрок должен обыграть вратаря в поединке один-на-один и забить гол.

## Серия штрафных бросков (до 2011)
Для определения победителя в матчах, закончившихся ничьей, использовалась серия штрафных бросков. Подобно серии пенальти в футболе, команды поочередно выполняют штрафные броски в соответствии с обычными правилами хоккея на траве, чтобы определить победителя. Каждая команда заявляет любых пять игроков, выбранных из состава, а также определяет порядок исполнения ударов. Серия состоит из пяти ударов для каждой из команд, и завершается после десяти ударов или когда одна из команд достигнет победы. Ворота выбирают судьи, а команда, выполняющая первый штрафной бросок, определяется подбрасыванием монеты. В случае ничьей после 10 ударов одни и те же игроки продолжают выполнять удары в формате внезапной смерти, пока не будет определен победитель. Порядок выполнения ударов может измениться, и команда, начавшая первой в серии штрафных бросков, после пяти ударов бьёт второй.

## Серия послематчевых буллитов (с 2011)
Подобно буллитам в хоккее с шайбой, нападающий состязается против вратаря соперников один-на-один. Нападающий начинает разбег с 23-метровой линии с мячом, а вратарь — с линии ворот. После свистка оба могут двигаться, и у нападающего есть 8 секунд, чтобы забить гол. В отличие от штрафного броска или штрафного углового, здесь нет ограничений на удары, которые атакующий может использовать для взятия ворот, и гол засчитывается обычным способом. Если нападающий совершает нарушение, мяч вылетает за пределы игрового поля, или по истечении 8 секунд мяч не пересекает линию ворот, гол не засчитывается. Если вратарь непреднамеренно нарушает правила нападающему, буллит исполняется повторно; в случае, если фол был преднамеренным, назначается штрафной бросок.
Как и в случае с серией послематчевых штрафных бросков, в серии буллитов участвуют по пять игроков от команды. Серия также состоит из пяти ударов для каждой команды, и в случае ничьей после этого, серия продолжается, пока не будет определен победитель (по правилу внезапной смерти). Судьи определяют ворота, а начинающая серию команда определяется подбрасыванием монеты. После пяти ударов с каждой стороны очерёдность исполнения буллитов меняется на противоположную.

## История
Первый олимпийский матч, в котором состоялась серия послематчевых штрафных бросков, состоялся на летних Олимпийских играх 1972 года в матче за 11-е место, когда Польша победила Францию. В женском хоккее первая серия штрафных бросков состоялась на летних Олимпийских играх 1996 года в матче за бронзовую медаль между Великобританией и Нидерландами.
На других соревнованиях серии послематчевых бросков уже использовались. Например, такое правило действовало на чемпионате мира по хоккею среди женщин 1974 года. Этот метод позволил определить победителя (ФРГ) в финале чемпионата мира 1981 года.
Серия буллитов впервые была опробована в Австралийской хоккейной лиге в 2001 году. Также были протестированы альтернативные методы разрешения ничьих; в том числе дополнительное время с усечённым составом игроком, что вынуждало и упрощало задачу командам забить гол. Еврохоккейная лига использовала буллиты со своего первого сезона, и в том же году c помощью буллитов определился победитель матча за третье место. По мнению Международной федерации хоккея на траве, буллиты «лучше воспроизводят реальные игровые ситуации и, как правило, требуют большего мастерства» и являются лучшим методом разрешения ничьей.
В апреле 2011 года Международная федерация хоккея на траве объявила, что серия буллитов станет заменит серию послематчевых штрафных бросков, и первым крупным турниром, в котором использовалась эта процедура определения победителя, стал женский хоккейный чемпионат вызова II 2011 года. Первая серия буллитов состоялась в матче за 3-е место, в котором Беларусь победила Чили со счетом 3:1 в серии. Вторая серия буллитов использовалась для определения матча за 3-е место в чемпионате вызова I 2011 года. На одном из крупнейших турниров, Трофее чемпионов, серия буллитов впервые использовалась на женском турнире 2011 года, тогда Нидерланды выиграли со счётом 3:2 у Аргентины. Первые Олимпийские игры, в которых использовалась серия буллитов, прошли в Лондоне в 2012 году. В мужском турнире разрешать ничьи не пришлось, а в женском турнире первая серия состоялась в матче Нидерландов против Новой Зеландии.